# München Basket
München Basket ist eine deutsche Basketball-Mannschaft aus München, der Trägerverein heißt München Basket e. V. Der Verein hat seine Wurzeln in den Basketballabteilungen des USC München und des TSV 1860 München. Der TSV 1860 München gliedert 1975 seine Basketball-Abteilung in den BC München aus und spielt auch ab diesem Jahr mit dem USC München in der SG BC/USC München zusammen. Die Damenmannschaft wurde bis zur Ausgliederung in den eigenständigen Verein Lotus München fünfmal Pokalsieger, 1992 wurde die Mannschaft im Verein Lotus München Meister. Im Sommer 2007 fusionierte auch die Damen-Bundesligamannschaft des MTSV Schwabing mit den München Basket.

## Geschichte
Die Basketballabteilungen der beiden Vorgängervereine TSV 1860 München und USC München waren vor dem Zusammenschluss langjährige Mitglieder der Basketball-Bundesliga, Gruppe Süd. Der TSV 1860 war im Jahr 1966 Gründungsmitglied der zweigliedrigen Basketball-Bundesliga BBL und stieg zweimal ab und auf. Der USC stieg 1967 auf und blieb bis zur Spielgemeinschaft erstklassig. Auslöser für die Vereinigung war die Einführung der eingleisigen Bundesliga 1975. Infolgedessen trat die erste Mannschaft der neuen SG in der ersten Bundesliga an; die zweite Mannschaft war Gründungsmitglied der im gleichen Jahr eingeführten zweiten Bundesliga (Gruppe Süd). Die erste Bundesliga konnte bis 1977 gehalten werden, die zweite bis 1989.
Bei den Olympischen Sommerspielen 1972 in München gehörten zwei Bundesligaspieler des USC München (1971 standen die Basketballer des USC München, der damals von Head Coach Laszlo 'Lazi' Lakfalvi (†) trainiert wurde, im Finale um die Deutsche Basketballmeisterschaft des DBB.), zur Olympiamannschaft des bundesdeutschen Nationalen Olympischen Komitees (NOK), Holger Geschwindner und Rainer Pethran. Die beiden Münchener Nationalspieler gehörten seit Oktober 1968, zusammen mit den Nationalspielern Helmut Uhlig und Jürgen Wohlers, die in der Spielzeit 1969/70 und 1970/71 dem Bundesligateam des USC München angehörten, zum 'Olympiakader 1972' des DBB.
Im Anschluss stieg die Mannschaft bis in die Oberliga ab. 1994 wurde die Spielgemeinschaft aufgelöst und der eigenständige Verein München Basket gegründet. Ab 1996 trug sie den Namenszusatz KICKZ, nach dem Hauptsponsor – einem Sportartikelhändler im Besitz eines ehemaligen Spielers der Mannschaft. Unter neuem Namen und mit neuen Zielen gelang 1997 der Wiederaufstieg in die Regionalliga; seit 2006 gehört das Team erneut der 2. Bundesliga an. Nach der Qualifikation zur 2. Bundesliga Pro B trat die Mannschaft eine Saison ohne Namenssponsor an. 2008/2009 nannten sie sich nach dem Automobilzulieferer Telemotive AG Telemotive München. Am 29. Mai 2009 gab die Mannschaft ihren Rückzug aus der 2. Basketball-Bundesliga bekannt.
Die Damenmannschaft wurde fünfmaliger Pokalsieger und 1992 ausgegliedert in den Verein Lotus München Meister. Auch die Damen spielten zwischenzeitlich nur in der Oberliga. Nach dem Neubeginn 1994 spielten die München Basket von 1996 bis 2004 in der 2. Damen-Basketball-Bundesliga. Ende der Saison 2006/2007 meldete der MTSV Schwabing den Rückzug seiner Damenmannschaft aus der 1. Damen-Basketball-Bundesliga. Der Trainer des Münchner Erstligateams, Bastian Wernthaler, und die München Baskets konnten durch Bemühungen von Sponsoren, Gönnern und Spendern einen Etat für das Damenbasketballbundesligateam erstellen, die Lizenzrechte für die 1. Bundesliga vom MTSV Schwabing übernehmen und so sicherstellen, dass es auch 2008 1. Bundesliga Basketball der Damen in München gab. In der Saison 2007/2008 erreichte das Team der München Baskets den 8. Platz und schied in den Viertelfinal-Play-Offs gegen den deutschen Serienmeister TSV 1880 Wasserburg aus. Zur Saison 2008/09 gab München Basket die Lizenz für die Damen-Bundesliga jedoch zurück, da es Probleme mit der Finanzierung gab.

## Erfolge
Herren:
- 1997 Wiederaufstieg Regionalliga
- 2005/2006 Wiederaufstieg 2. Bundesliga

Damen:
- 1975 Deutscher Pokalsieger
- 1982 Deutscher Pokalsieger
- 1987 Deutscher Pokalsieger
- 1990 Deutscher Pokalsieger
- 1991 Deutscher Pokalsieger
- 1992 Deutscher Meister (im Verein Lotus München)
- 2007 Vize-Pokalsieger (MTSV Schwabing)

## Rollstuhlbasketball
Der USC München verfügt über eine der erfolgreichsten Rollstuhlbasketball-Abteilungen Deutschlands. Die Mannschaft spielt in der Rollstuhlbasketball-Bundesliga (Stand: Saison 2008/09) und konnte zuletzt 1996 den Meistertitel holen.